# شعاع خورشیدی
در ستاره‌شناسی شعاع خورشیدی(به انگلیسی: solar radius) واحدی برای طول است که برای نمایش ابعاد ستارگان به کار می‌رود. مقدار آن برابر شعاع خورشید است:
{\displaystyle 1\,R_{\odot }=6.960\times 10^{8}\,{\hbox{m}}=0.004652\,{\hbox{AU}}} (واحد نجومی).
شعاع خورشید ۶۹۵٬۵۰۰ کیلومتر است، یا حدود ۱۱۰ برابر شعاع زمین، یا ۱۰ برابر شعاع مشتری است.